# Tomislav Stipić
Tomislav Stipić (Tomislavgrad, 1º agosto 1979) è un allenatore di calcio croato.

## Biografia
È emigrato in Germania all'età di dieci anni, rifugiandosi con la madre e i 7 fratelli per scappare alla guerre jugoslave.

## Carriera
L'8 ottobre 2019 viene ufficializzato come nuovo allenatore del Slaven Belupo debuttando il 19 novembre nella sconfitta casalinga per 2 a 1 contro il Rijeka. Dopo 67 partite ufficiali alla guida dei Farmaceuti (18 vittorie, 21 pareggi, 28 sconfitte), il 10 giugno 2021 lascia l'incarico rescindendo consensualmente il contratto.

## Palmarès
- Coppa di Lettonia: 2

Auda Ķekava: 2022
Riga FC: 2023